# Frente Amplio (coalición política de Chile)
El Frente Amplio (FA) fue una coalición política chilena de izquierda, fundada el 21 de enero de 2017. Estuvo compuesta por partidos y movimientos políticos que buscaron ser una alternativa al bipartidismo chileno, conformado en ese entonces por la Nueva Mayoría y Chile Vamos. El 19 de abril de 2024 debido a una crisis interna en la coalición y los problemas en Revolución Democrática se inició el proceso de fusión de sus partidos integrantes para convertirse en una colectividad única; llegándose a legalizar como partido el 1 de julio de 2024. Integraba la Alianza de Gobierno junto con el Socialismo Democrático y otros partidos de izquierda en la administración del presidente Gabriel Boric. 

## Historia

### Antecedentes
Los primeros antecedentes se remontan a 2014 cuando desde Revolución Democrática (RD) plantean la posibilidad de conformar un Frente Amplio en Chile, aprendiendo de la experiencia Uruguaya.Desde dicho partido, destacaban que el Frente Amplio uruguayo correspondía a una alianza política de la izquierda y la centro izquierda, donde se reunieron socialistas, comunistas, democratacristianos y otras fuerzas, a las que se sumó el Movimiento de Participación Popular (MPP), que buscaban cambios estructurales con lógica progresista, que destacaba por su forma de militancia y organización en "sectores" y "comités de base", como por sus mecanismos institucionalizados y periódicos de participación y decisión interna,  cuestiones que les permitían definir un candidato presidencial único que representara la multiplicidad y diversidad de expresiones políticas integradas, acompañado de listas a las elecciones parlamentarias que sustentaran a dicho candidato; junto un programa único elaborado desde las bases del conglomerado, y, por sobre todo, una mística común que entregara sentido a lo que se hacía
Con esto como base, las primeras conversaciones públicas entre partidos y movimientos de izquierda para conformar una nueva coalición se remontan a enero de 2016, principalmente entre Revolución Democrática (RD) —liderada por el entonces diputado Giorgio Jackson— e Izquierda Autónoma (IA) —liderada en ese entonces por el también diputado Gabriel Boric, antes de su salida para crear el Movimiento Autonomista (MA)—.
El 23 de mayo del mismo año varios militantes de RD renunciaron a sus cargos en el Ministerio de Educación al anunciarse el distanciamiento con la Nueva Mayoría, al mismo tiempo que dicho partido anunciaba la creación de un «Frente Amplio» que convocara a distintos partidos y agrupaciones de izquierda,  inspirado en el Frente Amplio de Uruguay, y que lograra replicar la convocatoria a los movimientos sociales emergidos en 2011 realizada por el Podemos de España. La coalición tendría entre sus objetivos presentar un programa y candidato presidencial propio, junto a candidaturas parlamentarias en las elecciones de 2017, definidas por las bases militantes.
A este llamado, junto con los Partidos y movimientos emergidos en el ciclo de movilización que se inició en 2011, se sumaron Partidos que habían formado parte de la oposición a la dictadura militar del general Augusto Pinochet y a los gobiernos de la Concertación de Partidos por la Democracia entre 1990 y 2010. y que habían conformado coaliciones electorales de la "izquierda extraparlamentaria", como Juntos Podemos Más, que se plantearon como una alternativa política a la derecha política y a la Concertación en la década de 2000. Entre esto, el Partido Humanista (PH) y el Partido Ecologista Verde (PEV)
Estos Partidos y movimientos políticos realizaron el 20 de agosto de 2016 el «Primer Encuentro Programático Municipal Por una Nueva Alternativa Política para Chile» en el Hotel Fundador de Santiago, hito mediante el cual se oficializó la alianza de estos referentes en un "Frente Amplio", explicitando el apoyo que daría la nueva colación a diversas candidaturas en las elecciones municipales de 2016.

### Lanzamiento oficial
El lanzamiento oficial del Frente Amplio fue realizado el 21 de enero de 2017 en un acto en el Aula Magna de la Universidad de Santiago de Chile. En dicha ocasión se presentó su sitio web, algunos principios clave, en particular la participación ciudadana, y se anunció la inscripción de candidatos a las primarias presidenciales y parlamentarias que se llevarán a cabo en julio, mismo mes en que se presentarán sus bases programáticas.

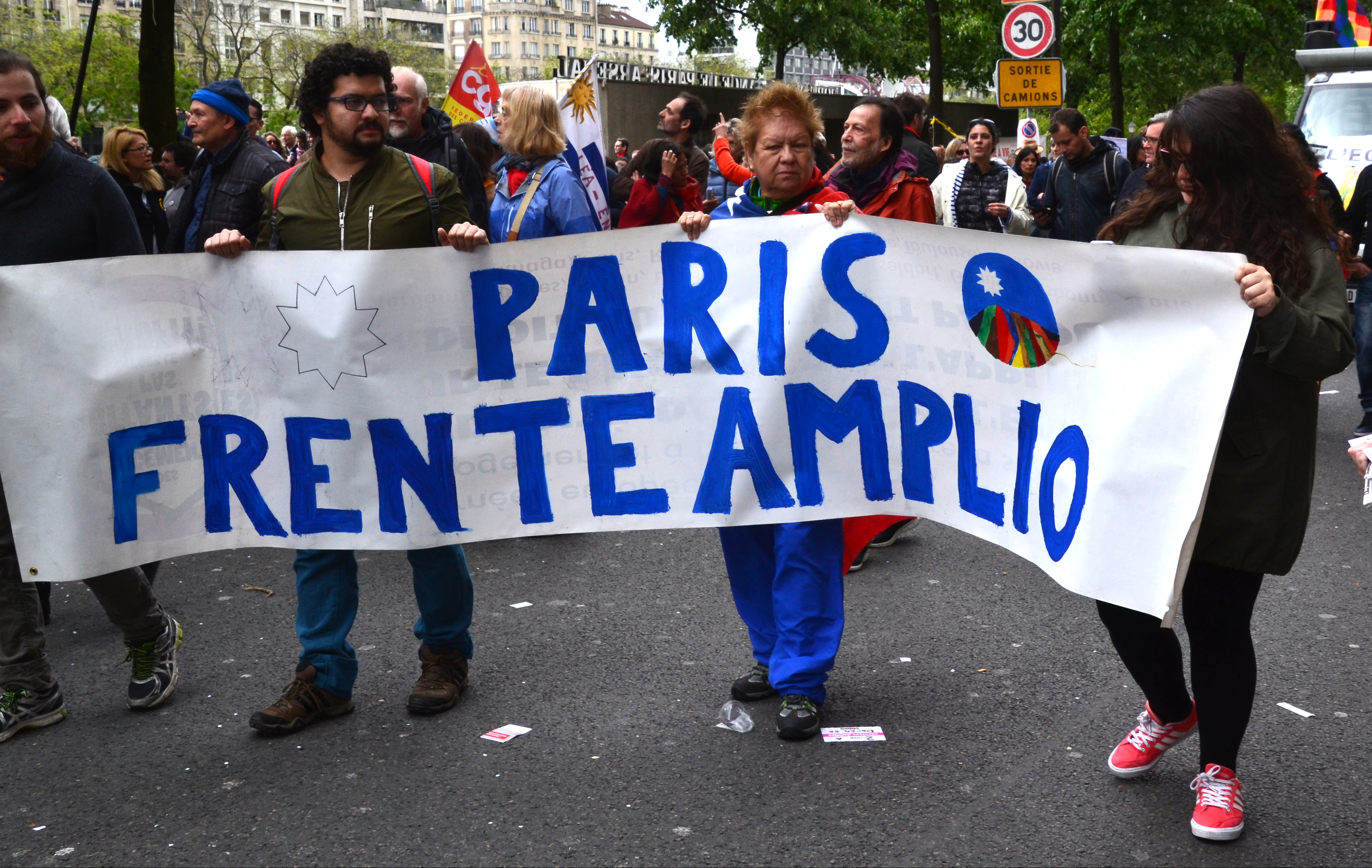
Militantes del Frente Amplio durante una manifestación en París, Francia (2018).

El 18 de marzo de 2017, el conglomerado anunció la construcción de su Programa de Gobierno a través de un inédito proceso de participación ciudadana, llamando a la conformación de "comunales" en todo el país para esta definición, unidades territoriales conformadas por militantes de los partidos y movimientos del Frente Amplio, como por personas independientes que quisieran vincularse al proceso de construcción de la nueva coalición. El proceso programático y la conformación de los "comunales" a nivel nacional fue coordinado por Jaime Peña (RD),  Nicolás Grau (MA) y Claudia Sanhueza (RD).
Posteriormente, el 28 de marzo de 2017, el conglomerado anunció la realización de una consulta ciudadana (online) el 28 de mayo para definir a su Candidato Presidencial. El 1 de mayo anunciarían las candidaturas que fueron formalizadas para dicha consulta (Beatriz Sánchez y Alberto Mayol), iniciándose además la recolección de más de 33 mil firmas para realizar primarias legales y supervisadas por el Servicio Electoral de Chile, inscribiendo finalmente el 3 de mayo las primarias presidenciales además de primarias parlamentarias en 7 distritos donde competirán 28 candidatos.
Luego de las elecciones de 2017 se produjo un proceso de reordenamiento entre los integrantes de la coalición: en enero de 2018 el Movimiento Autonomista (MA) inició conversaciones con otras agrupaciones integrantes del Frente Amplio para analizar convergencias o fusiones con tal de convertirse en un nuevo partido político, y el 10 de noviembre de 2018 se realizó en el Teatro Huemul el acto fundacional del proceso de convergencia entre el MA, Izquierda Libertaria (IL), Nueva Democracia (ND) y Socialismo y Libertad (SOL), el que desembocó en la creación del partido en formación o proceso de legalización Convergencia Social en mayo de 2019. Por otra parte, Izquierda Autónoma (IA) y Poder Ciudadano anunciaron su fusión el 27 de septiembre de 2018, la cual se materializó el 20 de enero de 2019 con el lanzamiento del partido Comunes, con lo que el Frente Amplio quedaría compuesto por siete partidos y dos movimientos políticos.

### Crisis interna y deserciones

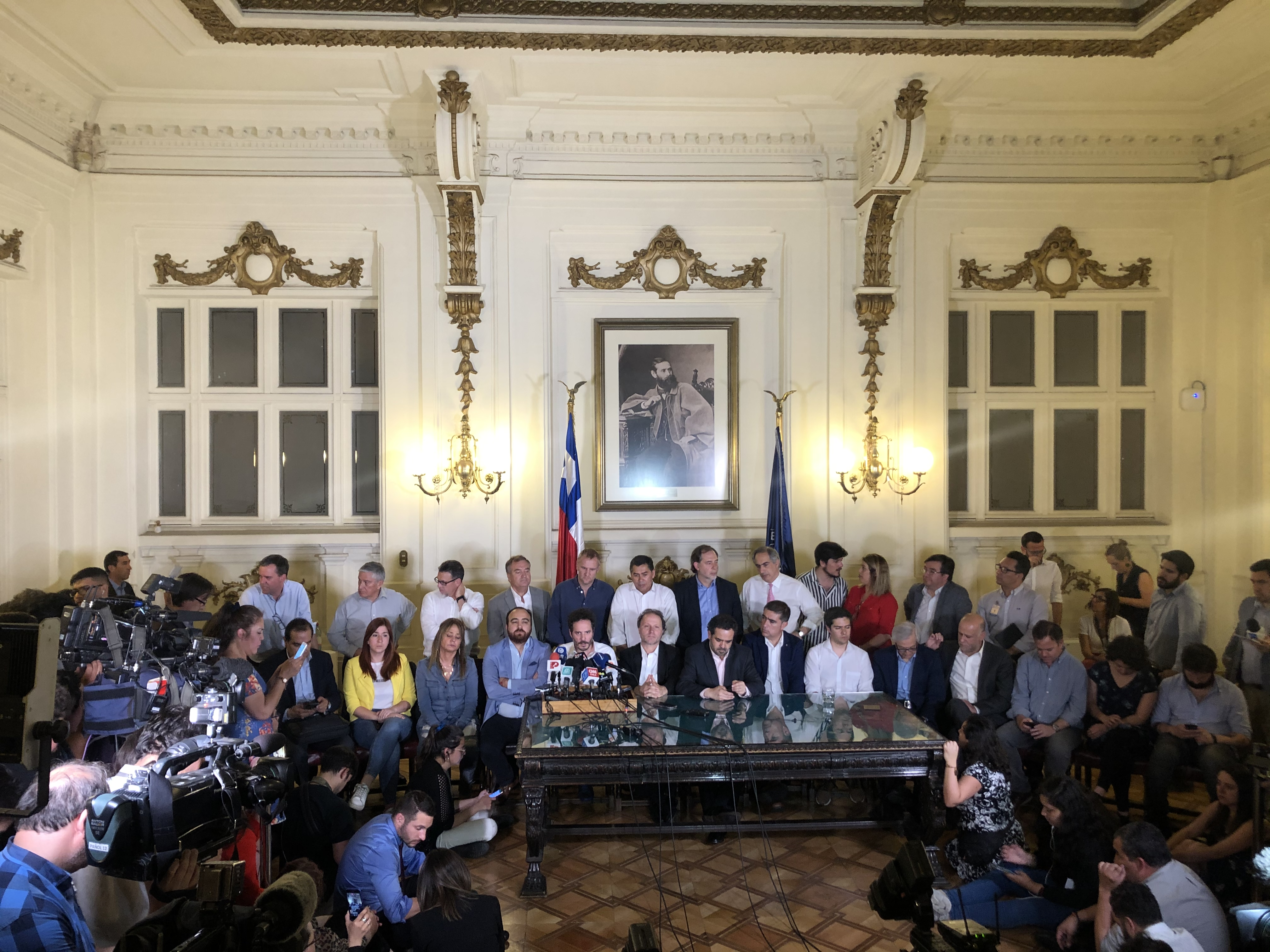
Firma del «Acuerdo por la Paz Social y la Nueva Constitución», noviembre de 2019.

El 17 de noviembre de 2019, tras la firma —por algunos de los integrantes del Frente Amplio— del «Acuerdo por la Paz Social y la Nueva Constitución» producto de la serie de protestas ocurridas en el país en octubre de ese año, los partidos Igualdad y Ecologista Verde anunciaron la suspensión de su participación en el Frente Amplio, a la espera que sus respectivas militancias definan la permanencia o salida de la coalición. El Partido Ecologista Verde (PEV) confirmó su salida del Frente Amplio el 21 de noviembre, luego de una consulta en donde el 76% de los militantes votó por abandonar la coalición y el 24% por mantenerse.
Tras dos semanas de la firma del acuerdo entre los partidos del oficialismo y la oposición, el Movimiento Democrático Popular (MDP) también anunció su salida. A su vez, el Partido Igualdad (PI) anunció mediante comunicado público su renuncia al conglomerado el día 30 de noviembre. Al día siguiente, el 1 de diciembre, el Partido Humanista (PH) anunció mediante un comunicado de prensa la realización de una consulta entre sus miembros durante los días 7 y 8 de diciembre relativa a su permanencia en el Frente Amplio. De acuerdo a dicho comunicado, se tuvieron en consideración al acordar realizar dicha consulta los siguientes hechos: la participación de Revolución Democrática, el Partido Liberal y Comunes en el acuerdo con el gobierno por una nueva constitución; la renuncia del PEV y el PI; la desestructuración de Convergencia Social con la salida del alcalde de Valparaíso Jorge Sharp y parte de Izquierda Libertaria, además de la salida de varios grupos políticos y sociales de base como el MDP. Finalmente, el 12 de diciembre el PH anunció su retirada del Frente Amplio. El 26 de diciembre de 2019 el Partido Pirata de Chile anunció su retirada del Frente Amplio, señalando las mismas razones que el PEV, el PH y el PI.
El 5 de diciembre de 2020 el Partido Liberal (PL) anunció su salida de la coalición tras las infructuosas negociaciones de la coalición para establecer un pacto electoral con Unidad Constituyente. Ese mismo mes renunciaron tres de sus diputados al bloque, Natalia Castillo y Pablo Vidal (ambos ex RD) y Patricio Rosas (ex Unir, aunque posteriormente volvería a la colectividad), quedando con un representación de doce escaños en la Cámara de Diputados. Castillo, Vidal y los dos diputados del PL –Vlado Mirosevic y Alejandro Bernales– anunciaron la creación de una nueva plataforma de centroizquierda el 16 de diciembre llamada "Nuevo Trato".

### Pacto Apruebo Dignidad (2021-2023)

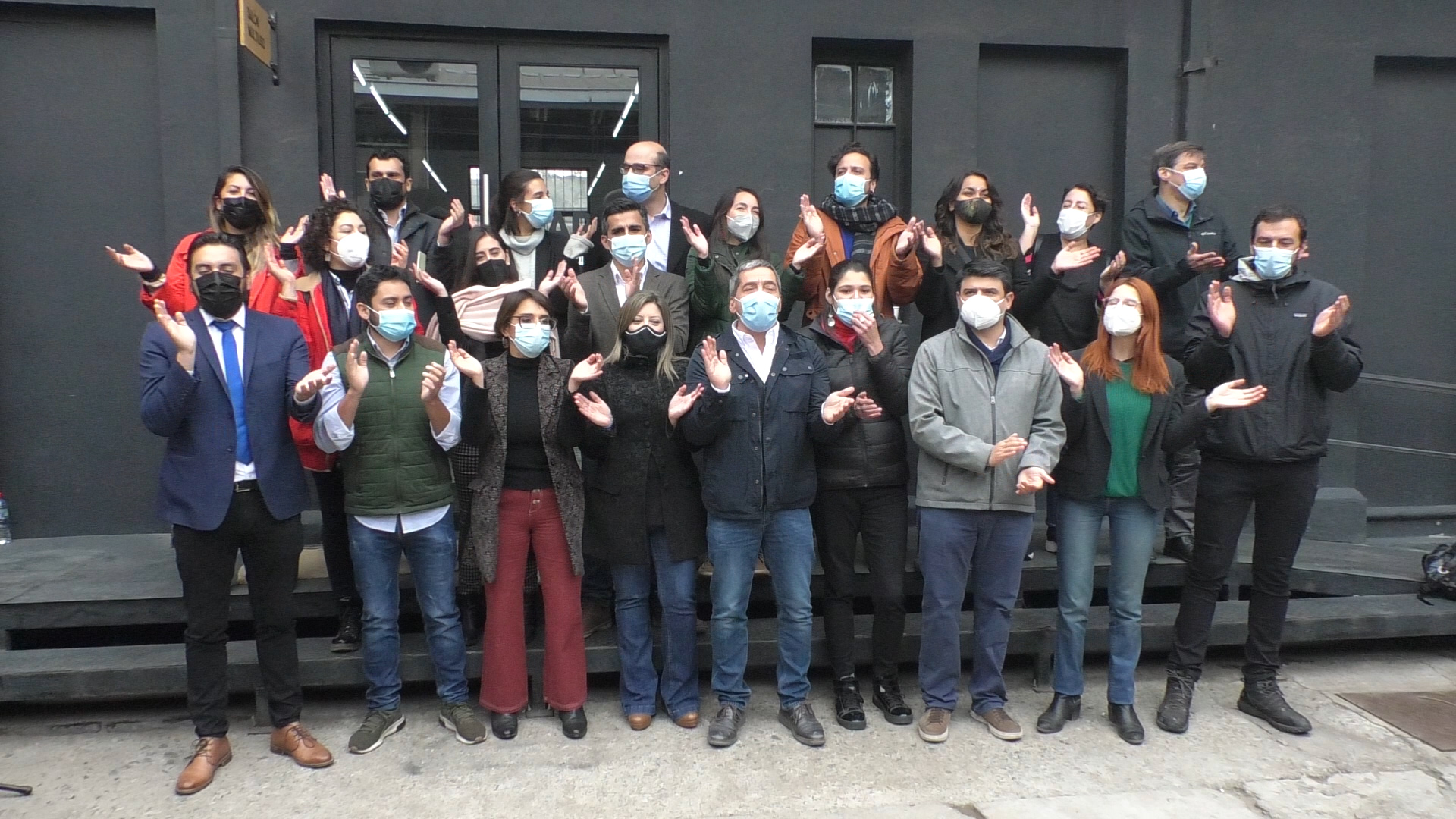
Encuentro de candidatos electos del Frente Amplio en las elecciones municipales, de constituyentes y de gobernación regional.

#### Elecciones de abril de 2021
El 22 de diciembre de 2020 el Frente Amplio oficializó un pacto con Chile Digno, conformado por el Partido Comunista, la Federación Regionalista Verde Social y Acción Humanista. Este acuerdo se llevó a cabo con las intenciones de participar en las elecciones de convencionales constituyentes, gobernadores regionales y municipales de abril de 2021. Dicho conglomerado llevó el nombre de Apruebo Dignidad.
El 11 de enero de 2021, inscribieron sus candidatas y candidatos a la Convención Constitucional, formando parte de la lista "Apruebo Dignidad", entre las que destacó la de su excandidata presidencial Beatriz Sánchez, por el distrito n° 12, Región Metropolitana de Santiago.

#### Elección presidencial de 2021
En miras a la elección presidencial de 2021, el Movimiento Unir proclamó como candidato presidencial al diputado Marcelo Díaz en noviembre de 2020, mientras que Convergencia Social y Revolución Democrática hicieron lo mismo en marzo de 2021 con el diputado por Magallanes Gabriel Boric, llamando a la más amplia unidad de la oposición en una posible primaria presidencial, tomando en cuenta desde Unidad Constituyente hasta Chile Digno.
Finalmente, Boric participó en la primaria presidencial de Apruebo Dignidad como representante del FA, enfrentándose contra el candidato del Partido Comunista, Daniel Jadue, quien representaba además al pacto Chile Digno. Boric se impuso a Jadue en dicha primaria por sobre el 60% de los votos, siendo así carta única de Apruebo Dignidad y la izquierda en las elecciones presidenciales de noviembre.
En la primera vuelta de la elección presidencial, realizada el 21 de noviembre de 2021, Boric obtuvo el 25.83% de los votos, por lo que pasó a segunda vuelta junto a José Antonio Kast del Partido Republicano, quien recibió el 27.91% de las preferencias. Tras pasar a segunda vuelta, Boric recibió el apoyo del Partido Socialista, Partido Demócrata Cristiano, Partido por la Democracia, Partido Liberal, Partido Progresista, Partido Radical, Partido Ecologista Verde, Partido Igualdad, Partido Humanista, Ciudadanos y de los movimientos Nuevo Trato e Independientes No Neutrales.

Logotipo de campaña de Boric.

Durante la segunda vuelta el círculo cercano de su comando estuvo conformado por la expresidenta del Colegio Médico Izkia Siches como jefa de campaña, el diputado Giorgio Jackson como encargado político y el sociólogo Sebastián Kraljevich como líder de estrategia. También recibió la colaboración de los diputados Gonzalo Winter, Camila Vallejo, Camila Rojas, Miguel Crispi y Alejandra Sepúlveda.
En las elecciones del 19 de diciembre de 2021 votaron más de 8,3 millones de personas, lo que significó la mayor participación electoral en Chile desde la implementación del voto voluntario. Boric resultó elegido presidente de la República con el 55,8 % de los votos, siendo electo con el mayor número de votos en la historia de Chile y el más joven al momento de asumir la presidencia nacional.

### Oficialismo y fusión de partidos
El 11 de marzo de 2022 el FA pasó a formar parte del oficialismo. El primer gabinete de ministro designado por el presidente Boric contó con una amplia presencia del bloque en ocho carteras, entre ellas la Secretaría General de la Presidencia, con Giorgio Jackson (RD); y en la de Mujer y Equidad de Género, con Antonia Orellana (CS), ambas pertenecientes al comité político de La Moneda. La derrota de la opción «Apruebo» en el plebiscito de septiembre de 2022, donde se desechó la propuesta de nueva Constitución de la Convención Constitucional, terminó con un cambio de gabinete que hizo retroceder la presencia de Apruebo Dignidad y del FA en el Gobierno.
Un año después, los líderes de Apruebo Dignidad admitieron que la coalición había dejado de funcionar, explicando que la coordinación de los partidos oficialistas se realizaba bajo la organización de la Alianza de Gobierno.
El 5 de octubre de 2023 el Frente Amplio inició el proceso de fusión de sus partidos integrantes para conformar una sola colectividad política.RD y CS convocaron a un plebiscito para el 9 y 10 de marzo, donde se consultó a la militancia sobre su aprobación o rechazo a la fusión. En el proceso participaron un poco más de 10 mil personas, un 16% de la militancia de las dos formaciones inscritas ante el Servel, y arrojó un respaldo a la fusión por más del 80% de las preferencias. Comunes no participó de la consulta debido al proceso de disolución que en ese momento enfrentaba ante el Tribunal Calificador de Elecciones (Tricel). Con la fusión, el partido único del FA será la colectividad con más militantes en Chile, con 62 mil personas registradas.

## Ideología

### Principios programáticos
El Frente Amplio se compone mayoritariamente de fuerzas políticas de izquierda, que mediante convergencias tienen por objetivo transformar el escenario político actual de Chile, donde los ejes de la organización se basan en una democracia participativa, y además, la construcción de un nuevo orden social ampliamente vinculado al feminismo.
La coalición se construye con los horizontes de varias peticiones populares ya existentes (como por ejemplo el movimiento estudiantil de 2011, el movimiento No+AFP, entre otras). Su democracia interna es poco común en la política chilena, la cual tiene la característica de incluir a ciudadanos sin militancia política, permitiendo participar a cualquier persona sumada a quienes ya la componen. Esto se vio reflejado en las propuestas presentadas en la campaña presidencial de Beatriz Sánchez, las cuales provenían de encuentros comunales, regionales y nacionales que dieron paso a su programa de gobierno, consolidándolas mediante un plebiscito abierto. Sectores del FA, Comunes más específicamente, ha manifestado su apoyo al gobierno de Nicolás Maduro en Venezuela luego de la convocatoria a elecciones presidenciales de 2018, que fueron cuestionadas por parte de la comunidad internacional y el gobierno chileno. Otros sectores del conglomerado Frente Amplio, como Revolución Democrática y Convergencia Social, rechazaron estas elecciones y han criticado el régimen de Maduro con el paso del tiempo y las evidencias surgidas de investigaciones.

### Relaciones internacionales
Han manifestado cercanía con otros partidos de izquierda internacionales, especialmente con Podemos de España y el Frente Amplio de Uruguay.

## Composición

### Miembros actuales

#### Partidos
De las organizaciones que conformaron originalmente la coalición, permanece Revolución Democrática, partido político legalmente constituido. 
El 20 de enero de 2019 el partido Poder Ciudadano y el movimiento Izquierda Autónoma se fusionaron en una colectividad llamada Comunes. En mayo del mismo año el Movimiento Autonomista, Socialismo y Libertad, Izquierda Libertaria y Nueva Democracia concretaron su unión en un nuevo partido llamado Convergencia Social. En julio de 2020, el Movimiento Unir, encabezado por la exsubsecretaria de Derechos Humanos Lorena Fries, se sumó a la coalición. En agosto del mismo año el partido político en formación Fuerza Común, creado por el abogado constitucionalista Fernando Atria, aprobó su incorporación al pacto. En septiembre de 2022, Fuerza Común se integra al partido Convergencia Social. En febrero del año 2023, el movimiento Plataforma Socialista, liderado por Jorge Arrate ingresó al Frente Amplio.
El Frente Amplio para el periodo parlamentario 2022-2026 cuenta con 21 diputados:
| Partido                | Presidente   | Diputados | Senadores |
| ---------------------- | ------------ | --------- | --------- |
| Revolución Democrática | Diego Vela   | 7/155     | 1/50      |
| Convergencia Social    | Diego Ibáñez | 10/155    | 0/50      |

Nota: El número de diputados para el período legislativo 2022-2026 está distribuido según la pertenencia de los parlamentarios a los movimientos y/o partidos en los que participan, sin importar el partido por el cual hayan postulado en las elecciones parlamentarias de 2021, ya que algunos candidatos postularon en otros partidos dado que sus movimientos no estaban inscritos oficialmente al momento de la elección.
Nota: Los diputados independientes electos en cupo de Comunes, Hirsch, Gazmuri y Musante, se incorporaron a la bancada de Chile Digno al inicio del período parlamentario, quedando el partido con 3 de los 6 diputados electos.
Nota: El partido comunes fue disuelto el 14 de junio de 2024 luego de una serie de irregularidades. Los cuatro diputados del partido aun pertenecen a la bancada del Frente Amplio.

#### Movimientos
También conforman la coalición los siguientes movimientos políticos sin personería jurídica legal ante el Servicio Electoral de Chile (Servel):
| Movimiento            | Presidente   | Diputados | Senadores |
| --------------------- | ------------ | --------- | --------- |
| Plataforma Socialista | Jorge Arrate | 0/155     | 0/50      |

### Miembros anteriores

#### Organizaciones retiradas de la coalición
- Comunes: fue un partido político chileno fundado en 2019 producto de la fusión de Poder Ciudadano (Poder) y la Izquierda Autónoma (IA), ambos integrantes del Frente Amplio (FA).[28] El 14 de junio de 2024 el partido fue disuelto por el Servicio Electoral de Chile, luego de un fallo del Tribunal Calificador de Elecciones sobre faltas graves y reiteradas.[107]
- País: El partido se había integrado como fundador del Frente Amplio, sin embargo el 18 de enero de 2017, personeros de la coalición dieron un ultimátum al partido de renunciar al Frente Amplio a menos que retiraran la precandidatura presidencial de Alejandro Navarro a las primarias del conglomerado,[108] tras lo cual el partido suspendió definitivamente su participación en la naciente coalición.[109]
- Partido Humanista (PH): Partido fundador de la coalición que logró elegir a tres diputados en las elecciones parlamentarias de 2017. Abandonó la coalición el 12 de diciembre de 2019.[52]
- Partido Igualdad (PI): Partido fundador de la coalición. El 17 de noviembre de 2019 anunció la suspensión de su participación en el Frente Amplio, a la espera que sus respectivas militancias definan la permanencia o salida de la coalición, lo que finalmente se concretó el 30 de noviembre mediante un comunicado en que anunciaban su salida del Frente Amplio.[46][49]
- Partido Liberal (PL): Partido fundador de la coalición que logró elegir a dos diputados en las elecciones parlamentarias de 2017. El 5 de diciembre de 2020 fue anunciado que su Consejo General decidió retirarse del Frente Amplio debido a los recientes resultados electorales en primarias y a los acercamientos de la coalición hacia el Partido Comunista,[56][110] lo cual iría en contra de la postura representada por el diputado Vlado Mirosevic, quien manifestó anteriormente que participaban de la coalición siempre y cuando el Frente Amplio no solo sea de izquierda, sino que se ampliase además al centro reformista.[111]
- Partido Ecologista Verde (PEV): Partido fundador de la coalición y que logró elegir a un diputado (Félix González) en las elecciones parlamentarias de 2017. Abandonó la coalición el 21 de noviembre de 2019.[47]
- Movimiento Democrático Popular (MDP): El 28 de agosto de 2017 el excandidato presidencial Alberto Mayol anunció la creación del MDP, que reúne a la Izquierda Cristiana, Ukamau y el Movimiento del Socialismo Allendista, todos ellos movimientos que apoyaron su precandidatura en las primarias de la coalición. Dicha agrupación solicitó su ingreso a la mesa directiva del Frente Amplio, lo que fue aceptado el 30 de agosto.[112][113] El 16 de diciembre de 2017 se integró al MDP el grupo Izquierda Anticapitalista Revolucionaria (IZAR).[114] En junio de 2018, el Movimiento de Pobladores Ukamau se marginó del MDP, uniéndose posteriormente a Comunes. El 25 de abril de 2019, luego de una serie de conflictos dentro de su dirigencia, el MDP se fracturó por lo que, al no acreditar una orgánica relevante y estable, fue suspendido de la Mesa Nacional de la coalición;[115] a pesar de esto último, el MDP se mantuvo dentro del Frente Amplio hasta el 29 de noviembre, cuando anunció su retiro debido al conflicto originado por el acuerdo constitucional por parte de algunos partidos de la coalición con otras agrupaciones políticas.[116]
- Movimiento Democrático Progresista (MDPRO): La agrupación, constituida en enero de 2017 por integrantes escindidos del Partido Progresista (PRO). Se restó de las instancias de dirección del FA en mayo de 2018, siendo excluido definitivamente de dicha organización en julio del mismo año.[117][118][119]
- Partido Pirata de Chile (PPCL): Fundado en 2007, ingresó formalmente al Frente Amplio el 30 de enero de 2017, luego de una «asamblea electrónica» en la que participaron alrededor de 1000 miembros.[120][121] Se retiró de la coalición el 26 de diciembre de 2019.[53]
- Izquierda Libertaria (IL): Fundada el 2015 como confluencia del Frente de Estudiantes Libertarios (FEL), la Organización Comunista Libertaria (OCL), la Unidad Muralista Luchador Ernesto Miranda y otros colectivos.[122] En noviembre de 2018 se vinculó con el Movimiento Autonomista, Nueva Democracia y Socialismo y Libertad para crear Convergencia Social, retirándose de dicho partido a fines del 2019 producto de la crisis generada a su interior por la firma del Acuerdo por la Paz y la Ley Antibarricadas del gobierno de Piñera, dejando así también el Frente Amplio.

#### Organizaciones fusionadas
- Izquierda Autónoma (IA): Movimiento político universitario nacido en 2008 que recogió la herencia autonomista del Movimiento SurDa.[123] En 2016 tuvo un quiebre del cual surgió el Movimiento Autonomista.[124] Fue uno de los fundadores del Frente Amplio y eligió a una diputada en las elecciones parlamentarias de 2017.[125] El 20 de enero de 2019 se fusionó con Poder Ciudadano en el partido Comunes, el que se integró al FA.[126]
- Poder Ciudadano (Poder): Partido fundador de la coalición y que logró elegir a una diputada en las elecciones parlamentarias de 2017.[127] El 20 de enero de 2019 se fusionó con Izquierda Autónoma en el partido Comunes.[97]
- Convergencia de Izquierdas (CI): Fundada el 26 de julio de 2014, integró al Movimiento Nueva Izquierda (NI), el Movimiento Amplio de Izquierda (MAIZ), Acción Socialista Allendista (ASA) e integrantes del extinto Partido de Izquierda (PAIZ).[128] Entre diciembre de 2016 y enero de 2017 decidió integrarse dentro del Movimiento Autonomista, luego de la realización del Congreso "Construyendo Alternativa".[129][130]
- Movimiento Autonomista (MA): Movimiento fundado en mayo de 2016 y liderado por Gabriel Boric tras su salida de Izquierda Autónoma.[131] En noviembre de 2018 se fusionó con Izquierda Libertaria, Nueva Democracia y Socialismo y Libertad para crear Convergencia Social .
- Movimiento Político Socialismo y Libertad (SOL): Movimiento que nace como una escisión de Izquierda Libertaria. Se unió en junio de 2017 a la mesa directiva del Frente Amplio.[132] En noviembre de 2018 se fusionó con Movimiento Autonomista, Izquierda Libertaria y Nueva Democracia para crear Convergencia Social.
- Nueva Democracia (ND): Movimiento creado en julio de 2016, constituido oficialmente el 4 de septiembre del mismo año y liderado por Cristián Cuevas. Está vinculado a la Fundación Crea, cercana a la Unión Nacional Estudiantil (UNE) y a la Fundación Emerge.[133] En noviembre de 2018 se fusionó con Movimiento Autonomista, Izquierda Libertaria y Socialismo y Libertad para crear Convergencia Social.
- Fuerza Común (FC): Fundado en febrero de 2020 con base en una fuega de militantes provenientes del Partido Socialista; liderado por el abogado constitucionalista y exconstituyente, Fernando Atria. Fuerza Común se une al Frente Amplio en agosto de ese mismo año. En septiembre de 2022 anuncian su integración al partido Convergencia Social, dejando así de existir formalmente.[134]
- Movimiento Unir (Unir): Movimiento político fundado en marzo de 2020 como escisión del Partido Socialista, liderado por el exdiputado Marcelo Díaz, teniendo en sus filas a figuras como Lorena Fries, Patricio Rosas, Julio Salas y Gonzalo Durán. En agosto de 2023 se anunció la unificación del movimiento con el partido Comunes a través de un voto político en el tercer Consejo Nacional de la colectividad, en el marco de la construcción de un eventual partido político unificado del FA.[135]

## Resultados electorales

### Elecciones presidenciales
|  | 20,27 % |

|  | 25,83 % |

|  | 55,89 % |

### Elecciones parlamentarias
|  | 16,5 % |

|  | 11,07 % |

|  | 14,41 % |

|  | 8,33 % |

### Elecciones de consejeros regionales
|  | 16,08 % |

|  | 9,33 % |

### Elecciones de gobernadores regionales
|  | 16,51 % |

|  | 28,78 % |

### Elecciones municipales
|  | 7,8 % |

|  | 9,14 % |